# Mönchstraße 48 (Stralsund)
Das Gebäude Mönchstraße 48 in Stralsund ist ein denkmalgeschütztes Bauwerk in der Mönchstraße.

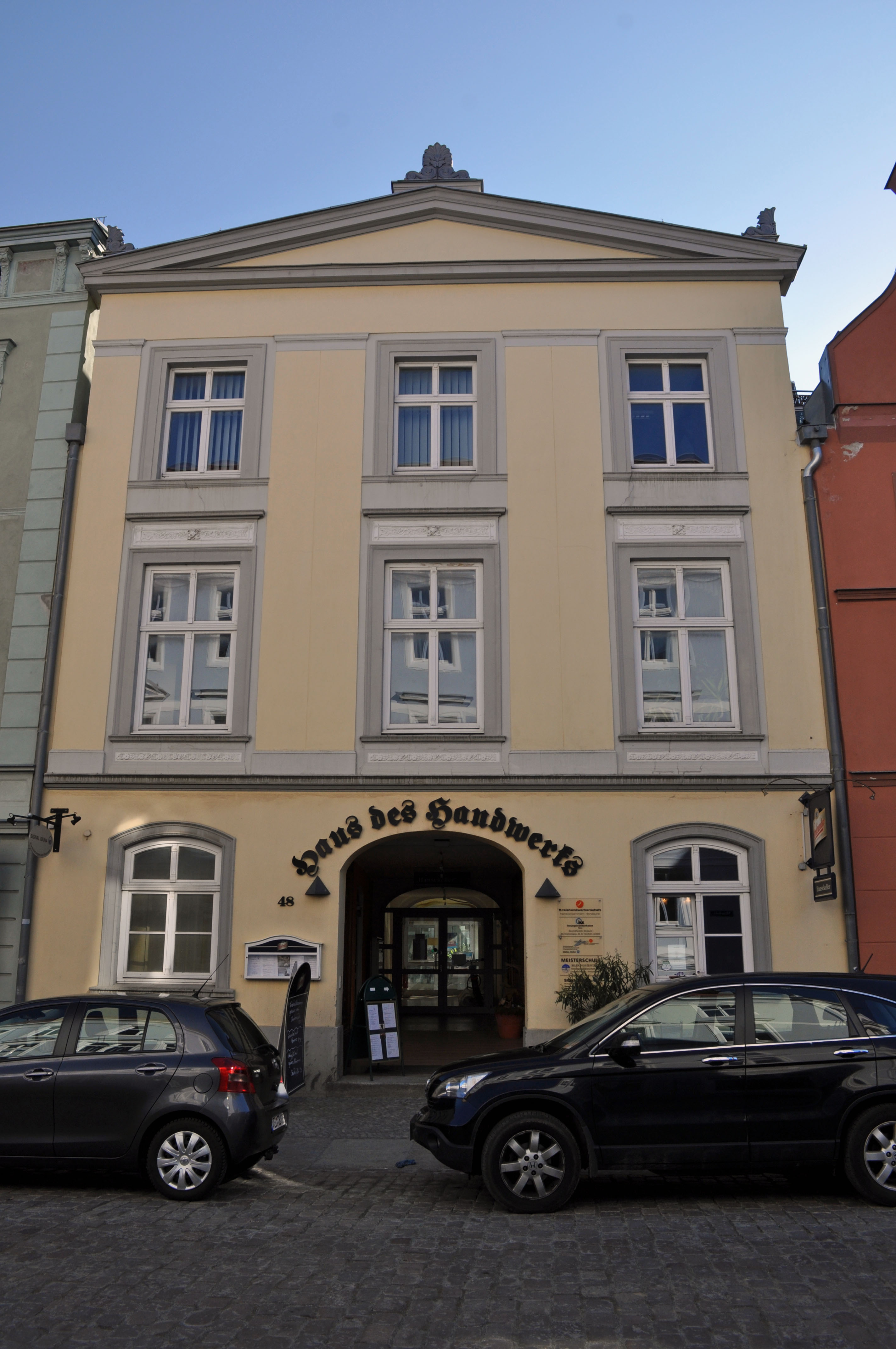
Haus Mönchstraße 48 in Stralsund (2012)

Das dreigeschossige, dreiachsige Giebelhaus wurde im frühen 19. Jahrhundert errichtet. Die Fassade ist klassizistisch gestaltet. Ein flacher, dreieckiger Schildgiebel krönt das verputzte Haus. Das Korbbogenportal ist mittig angeordnet. Die Fenster sind mit Putzfaschen versehen.
Das Haus im Kerngebiet des von der UNESCO als Weltkulturerbe anerkannten Stadtgebietes des Kulturgutes „Historische Altstädte Stralsund und Wismar“ ist in die Liste der Baudenkmale in Stralsund eingetragen.